# Lukas Fernandes
Lukas Filip Nimb Fernandes (1º marzo 1993) è un ex calciatore danese, di ruolo portiere.

## Carriera

### Nazionale
Ha rappresentato la Danimarca alle Olimpiadi del 2016, pur non scendendo mai in campo.